# 金子修一
金子 修一（かねこ しゅういち、1949年5月19日 - ）は、日本の歴史学者。國學院大學名誉教授。専門は東洋史、中国古代史。

## 経歴
出生から修学期
1949年、東京都で生まれた。東京大学文学部東洋史学科で学び、1972年に卒業。東京大学大学院人文科学研究科に進み、1975年に修士課程を修了。
東洋史研究者として
1975年、高知大学文理学部助手に採用された。翌年より同学部講師。その後同大学人文学部講師、助教授に昇格。1983年、山梨大学教育学部助教授に転じた。1996年に同教授昇格。1998年からは同大学教育人間科学部教授。2005年10月、國學院大學文学部史学科教授に就任。2020年3月に國學院大學を定年退職し、名誉教授となった。
上記の在任中、1985年3月～12月に北京の中華人民共和国 社会科学院 歴史研究所に研究留学。また、2010年4月～2011年3月には再び同研究所に滞在して在外研究を行った。2010年9月から12月には西安の陝西師範大学で中国史を講義も担当。2023年5月～7月には、西安電子科技大学で日本史を講義した。

## 著作
著書
- 『隋唐の国際秩序と東アジア』名著刊行会 2001
  - 改訂増補版『古代東アジア世界史論考』八木書店古書出版部 2019
- 『古代中国と皇帝祭祀』汲古書院 2001 [8]
- 『中国古代皇帝祭祀の研究』岩波書店 2006
- 『唐代国書文書研究補遺：陸贄・白居易・李徳裕・封敖の国書』私家版 2023[9]

共編書
- 『王権のコスモロジー』(比較歴史学大系 1)水林彪・渡辺節夫共編、弘文堂 1998
- 『大唐元陵儀注新釈』主編、汲古書院 2013
- 『訳註 日本古代の外交文書』鈴木靖民・石見清裕・浜田久美子共編、八木書店古書出版部 2014
- 『梁職貢図と東部ユーラシア世界』鈴木靖民共編、勉誠出版 2014
- 『日本古代交流史入門』鈴木靖民・田中史生・李成市共編、勉誠出版 2017

記念論文集
- 『東アジアにおける皇帝権力と国際秩序：金子修一先生 古稀記念論文集』金子修一先生古稀記念論文集編集委員会 編、汲古書院 2020[3]

「[講演録] 天子と皇帝」金子修一 [述] を収録